# Bujavalli, Maddur
Bujavalli là một làng thuộc tehsil Maddur, huyện Mandya, bang Karnataka, Ấn Độ.